# Bisdom Araguaína
Het bisdom Araguaína (Latijn: Dioecesis Araguainensis) is een rooms-katholiek bisdom met als zetel Araguaína, in Brazilië. Het bisdom is suffragaan aan het aartsbisdom Palmas.

## Geschiedenis
Het bisdom werd opgericht op 31 januari 2023, uit delen van de bisdommen Miracema do Tocantins en Tocantinópolis. 

## Parochies
Het bisdom had in 2023 een oppervlakte van 35.827 km2 en telde 308.278 inwoners waarvan 70,0% rooms-katholiek was.

## Bisschoppen
- Giovane Pereira de Melo (31 januari 2023 - heden)

Palmas (aartsbisdom) · Araguaína · Cristalândia · Miracema do Tocantins · Porto Nacional · Tocantinópolis